# Züllöttség (film)
A Züllöttség (eredeti cím: Dog Eat Dog) 2016-ban bemutatott amerikai bűnügyi thriller Paul Schrader rendezésében. A forgatókönyvet Edward Bunker azonos című regénye alapján Matthew Wilder írta. A főszerepet Nicolas Cage és Willem Dafoe alakítja.  
Az Amerikai Egyesült Államokban 2016. november 4-én mutatták be, Magyarországon DVD-n jelent meg 2018 novemberében. 

## Cselekmény
Troy, Veszett kutya és Diesel volt fegyenceket egy különc maffiafőnök bízza meg, hogy nagy összegű váltságdíjért elraboljanak egy kisbabát. Amikor az emberrablás balul sül el, a trió menekülni kényszerül a maffia és a zsaruk elől. Megesküsznek, hogy mindenáron elkerülik a börtönt, így a bűntény megúszása élet-halál harccal dől el.

## Szereplők
| Szereplő        | Színész                  | Magyar hang    |
| --------------- | ------------------------ | -------------- |
| Troy            | Nicolas Cage             | Csankó Zoltán  |
| Veszett kutya   | Willem Dafoe             | Sörös Sándor   |
| Diesel          | Christopher Matthew Cook | Tokaji Csaba   |
| Grecco, a görög | Paul Schrader            | Bácskai János  |
| Holdember       | Omar Dorsey              | Varga Rókus    |
| Zoe             | Louisa Krause            | Zakariás Éva   |
| Chepe           | Reynaldo Gallegos        | Dolmány Attila |

## A film készítése
A film forgatása 2015. október 19-én kezdődött Clevelandben, Ohióban. Néhány jelenetet a Sheffield-i tónál vettek fel. A forgatás november 23-án fejeződött be.